# Destolmia
Destolmia is een geslacht van vlinders van de familie tandvlinders (Notodontidae).

## Soorten
- D. hesychima Turner, 1922
- D. lineata Walker, 1855
- D. liturata Walker, 1865